# تيد نوبل
تيد نوبل (16 يناير 1865 - 4 مايو 1941) (بالإنجليزية: Ted Noble)‏ هو لاعب كريكت أسترالي.

## وصلات خارجية
- تيد نوبل على موقع إي آس بي آن كريك إنفو (الإنجليزية)